# Una O’Connor
Una O’Connor (* 23. Oktober 1880 in Belfast; † 4. Februar 1959 in New York City; eigentlich Agnes Teresa McGlade) war eine irische Schauspielerin. Obwohl die Theaterschauspielerin erst mit 50 Jahren ihren ersten Film drehte, erreichte sie Bekanntheit durch die Verkörperung schrulliger Dienerinnen, Haushälterinnen und Ehefrauen in zahlreichen Hollywood-Filmen.

## Leben und Karriere
Una O’Connor spielte zunächst am Abbey Theatre in Dublin, bevor sie auf Londons Theaterbühnen auftrat. Ab 1911 spielte sie auch am Broadway in den Vereinigten Staaten. Im Jahr 1932 verkörperte O’Connor die Rolle der Ellen Bridges in Noël Cowards Bühnenstück Cavalcade, woraufhin sie für Frank Lloyds Verfilmung ein Jahr später ebenfalls für diese Rolle engagiert wurde. Der Auftritt in dem Oscar-prämierten Film bedeutete ihren Durchbruch auf der Leinwand. Zuvor hatte O’Connor bereits in Alfred Hitchcocks britischem Kriminalfilm Mord – Sir John greift ein! eine Nebenrolle gespielt und ihren ersten Filmauftritt absolviert. Für Horrorfilmregisseur James Whale stand sie 1933 in Der Unsichtbare und zwei Jahre später in Frankensteins Braut vor der Kamera und verfiel in beiden Filmen in lautstarke Schreikrämpfe vor den jeweiligen Titelfiguren. Mit solchen teilweise schrillen Auftritten schaffte sie, sich endgültig als Charakterdarstellerin zu etablieren. John Ford setzte sie Mitte der 1930er Jahre in seinen Filmen Der Verräter und The Plough and the Stars ein. Ihre Paraderollen waren etwas hysterische Dienerinnen und Ehefrauen, die sie oft als Comic Relief darstellte.
Daneben spielte O’Connor häufig in Historienfilmen und Literaturverfilmungen wie David Copperfield, Signale nach London und Der kleine Lord, allesamt mit Kinderstar Freddie Bartholomew in der Hauptrolle. Im Jahr 1938 war sie als Dienerin von Olivia de Havilland im Abenteuerklassiker Robin Hood – König der Vagabunden zu sehen, in dem Errol Flynn die Titelrolle spielte. Auch in den 1940er Jahren setzte sich ihre Karriere in ähnlichen Rollen fort, bis sie 1947 vorerst ihre Filmlaufbahn beendete.

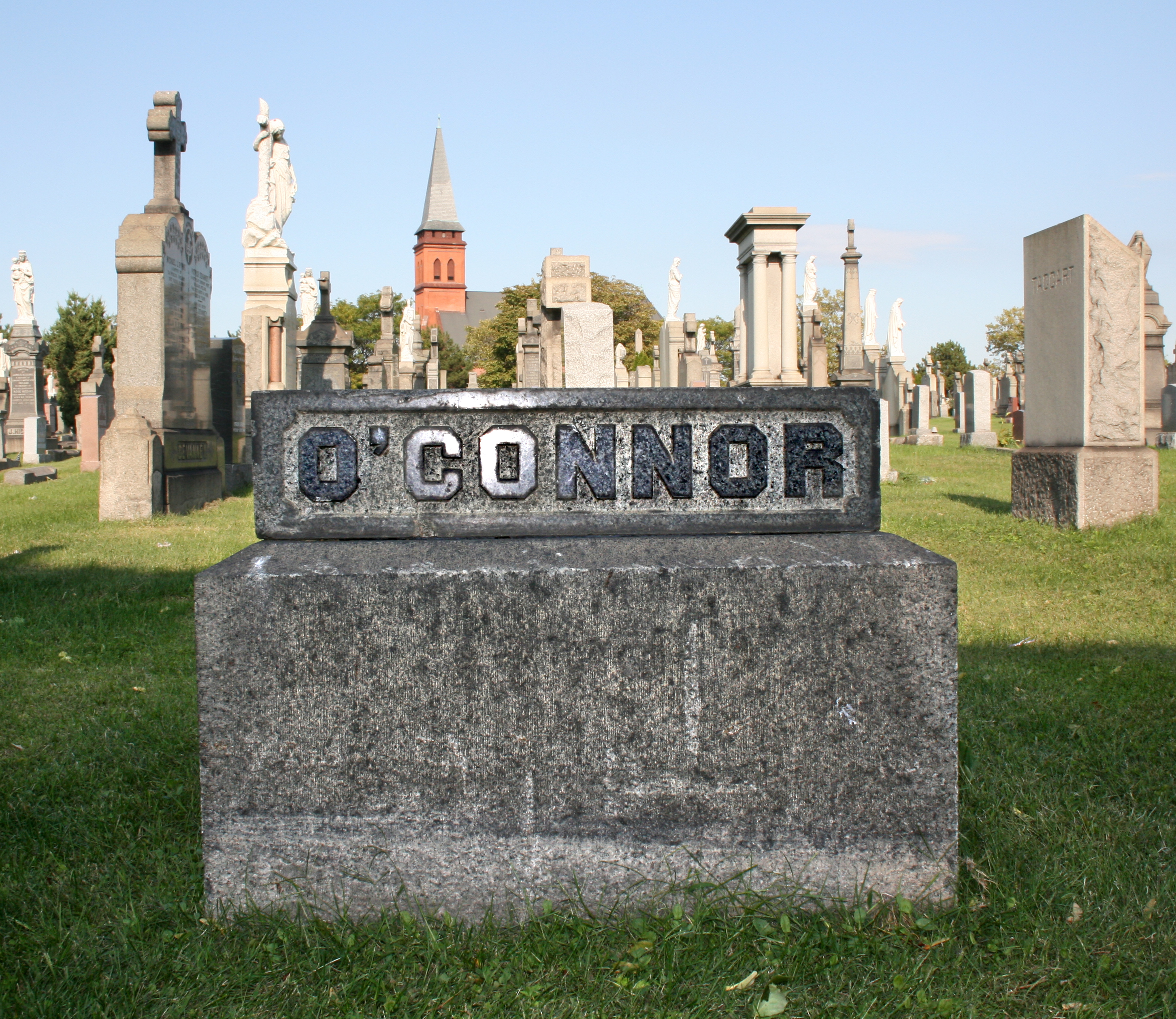
Grabstein von Una O’Connor

Una O’Connor, die nach ihrer Filmarbeit wieder vermehrt Theater spielte, wurde dort häufig für verschrobene Figuren in Nebenrollen besetzt, so auch in dem Theaterstück Zeugin der Anklage von Agatha Christie, das im Jahr 1954 am Broadway aufgeführt wurde. O’Connor spielte hier die Rolle einer schottischen Haushälterin. In der gleichnamigen Verfilmung von Billy Wilder aus dem Jahr 1957 spielte sie ebenfalls diese Rolle. Es war ihr erster Filmauftritt seit mehreren Jahren und gleichzeitig ihr letzter. Im Film stand sie im Kreuzverhör von Charles Laughton, mit dem sie 1944 in Das Gespenst von Canterville und 1934 in Der Tyrann gespielt hatte. Die Times lobte O’Connor ausdrücklich in ihrer Filmkritik zu Zeugin der Anklage als „eine Wespe, die im Old Bailey nach einem Opfer zum Stechen sucht.“
1958 zog sie sich ins Privatleben zurück. Una O’Connor verstarb 1959 im Alter von 78 Jahren an einem Herzinfarkt. Sie war nie verheiratet und hatte keine Kinder. Ihr Grab befindet sich auf dem Calvary Cemetery in Woodside, New York.

## Filmografie
- 1930: Dark Red Roses
- 1930: Mord – Sir John greift ein! (Murder!)
- 1931: To Oblige a Lady
- 1933: Kavalkade (Cavalcade)
- 1933: Pleasure Cruise
- 1933: Timbuctoo
- 1933: Horse Play
- 1933: Mary Stevens, M. D.
- 1933: Der Unsichtbare (The Invisible Man)
- 1934: The Poor Rich
- 1934: Orient Express
- 1934: All Men Are Enemies
- 1934: Stingaree
- 1934: In goldenen Ketten (Chained)
- 1934: Der Tyrann (The Barretts of Wimpole Street)
- 1934: Father Brown, Detective
- 1935: David Copperfield
- 1935: Frankensteins Braut (Bride of Frankenstein)
- 1935: Der Verräter (The Informer)
- 1935: Thunder in the Night
- 1935: The Perfect Gentleman
- 1936: Rose-Marie
- 1936: Der kleine Lord (Little Lord Fauntleroy)
- 1936: Suzy
- 1936: Signale nach London (Lloyd’s of London)
- 1936: Der Pflug und die Sterne (The Plough and the Stars)
- 1937: Der Mann mit dem Kuckuck (Personal Property)
- 1937: Call It a Day
- 1938: Robin Hood – König der Vagabunden (The Adventures of Robin Hood)
- 1938: Return of the Frog
- 1938: The Moon in the Yellow River (TV-Film)
- 1939: In Search of Valour (TV-Film)
- 1939: Ihr seid nicht allein (We Are Not Alone)
- 1939: All Women Have Secrets
- 1940: Ein Nachtclub für Sarah Jane (It All Came True)
- 1940: Lillian Russell
- 1940: Der Herr der sieben Meere (The Sea Hawk)
- 1940: He Stayed for Breakfast
- 1941: Schönste der Stadt (The Strawberry Blonde)
- 1941: Her First Beau
- 1941: Kisses for Breakfast
- 1941: Three Girls About Town
- 1942: Im Schatten des Herzens (Always in My Heart)
- 1942: Gefundene Jahre (Random Harvest)
- 1942: My Favourite Spy
- 1943: Auf ewig und drei Tage (Forever and a Day)
- 1943: Dies ist mein Land (This Land Is Mine)
- 1943: Holy Matrimony
- 1943: Government Girl
- 1944: Das Gespenst von Canterville (The Canterville Ghost)
- 1944: My Pale Wolf
- 1945: Weihnachten nach Maß (Christmas in Connecticut)
- 1945: Die Glocken von St. Marien (The Bells of St. Mary’s)
- 1946: Cluny Brown auf Freiersfüßen (Cluny Brown)
- 1946: Of Human Bondage
- 1946: Child of Divorce
- 1946: Flucht von der Teufelsinsel (The Return of Monte Cristo)
- 1947: Unexpected Guest
- 1947: Lost Honeymoon
- 1947: Banjo
- 1947: The Corpse Came C.O.D.
- 1947: Ivy
- 1948: Fighting Father Dunne
- 1948: Die Liebesabenteuer des Don Juan (Adventures of Don Juan)
- 1952: Ha da venì… don Calogero!
- 1957: Zeugin der Anklage (Witness for the Prosecution)